# Nykøbing Sj Sogn
Nykøbing Sj Sogn ist eine Kirchspielsgemeinde (dän.: Sogn) auf der dänischen Insel Seeland. Bis 1970 gehörte sie zur Harde Ods Herred im damaligen Holbæk Amt, danach zur Nykøbing-Rørvig Kommune im Vestsjællands Amt, die wiederum im Zuge der Kommunalreform zum 1. Januar 2007 in der Odsherred Kommune in der Region Sjælland aufgegangen ist.

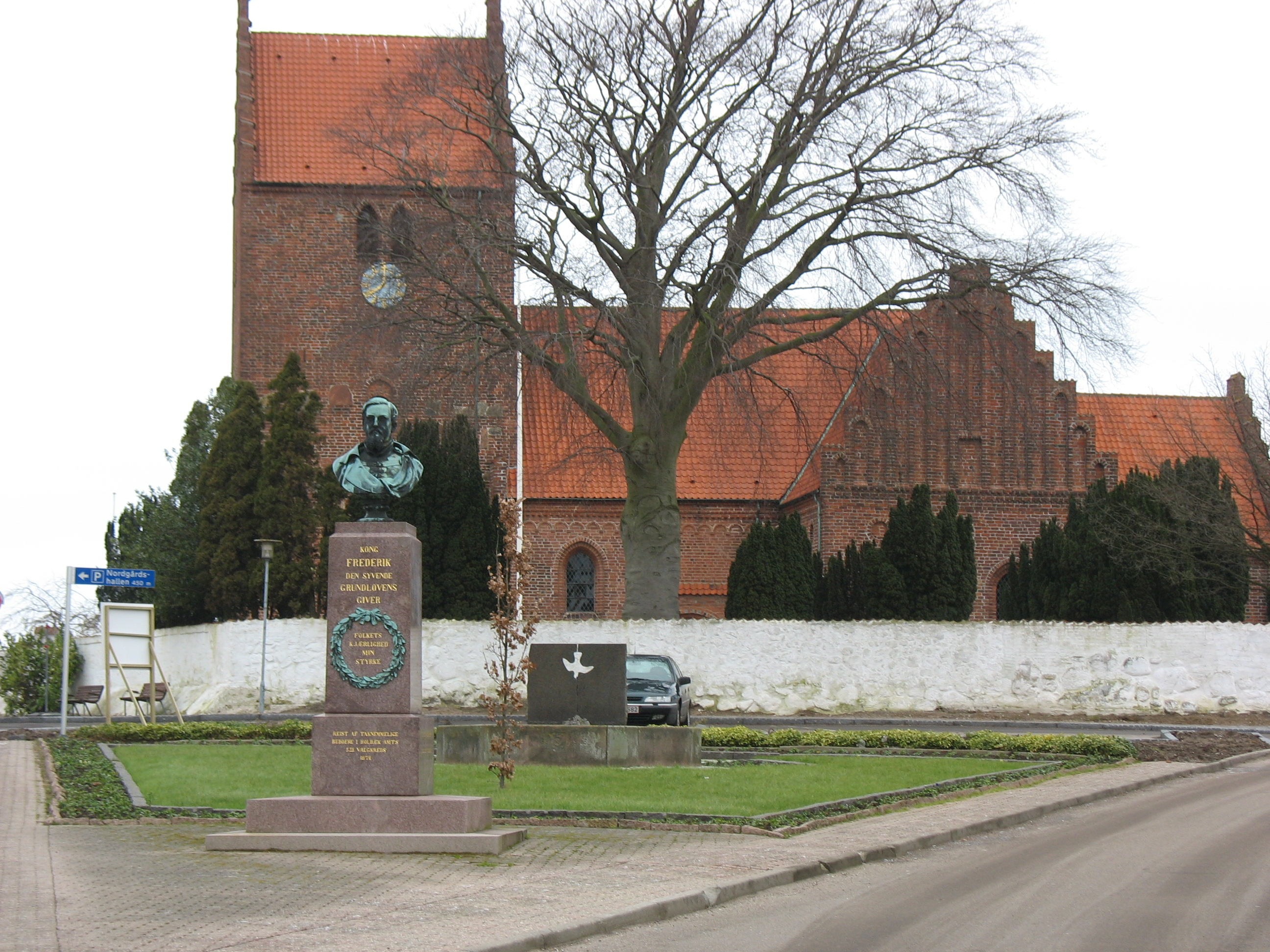
Nykøbing Sj Kirke

Am 1. Januar 2023 lebten im Kirchspiel 6205 Einwohner, davon 485 in der Ortschaft Moseby, 5049 in der Ortschaft Nykøbing Sjælland und 308 in der Ortschaft Øster Lyng.
Nachbargemeinden sind im Osten Rørvig Sogn sowie im Westen Højby Sogn. Im Norden grenzt das Kirchspiel an die Ostsee, im Süden an den Isefjord.

## Persönlichkeiten
- Ole Tage Hartmann (1936–2024), Schauspieler